# Várzeaträdklättrare
Várzeaträdklättrare (Dendroplex kienerii) är en fågel i familjen ugnfåglar inom ordningen tättingar.

## Utseende och läte
Várzeaträdklättraren är en medelstor (21–24 cm) trädklättrare med brun fjäderdräkt. Kroppen är slank med relativt lång stjärt och en kort, något böjd smutsvit näbb. Ansiktet är streckat i svart och vitt, med tydligt ögonbrynsstreck och brunt öga. I övrigt är den rödbrun ovan och mörkare brun under.

## Utbredning och systematik
Fågeln förekommer från allra sydöstligaste Colombia till nordöstra Ecuador, nordöstra Peru och närliggande områden i Brasilien. Den behandlas som monotypisk, det vill säga att den inte delas in i några underarter.

## Status och hot
Arten har ett stort utbredningsområde, men tros minska i antal, dock inte tillräckligt kraftigt för att den ska betraktas som hotad. Internationella naturvårdsunionen IUCN listar arten som livskraftig (LC).

## Namn
Fågelns vetenskapliga artnamn hedrar Louis-Charles Kiener (1799-1881), fransk zoolog och concholog.